# Creative Commons Magyarország
A Creative Commons Magyarország egy 2009. január 4-én alapított magyarországi egyesület volt. Az alapítók a BME MOKK levelezőlistáján gyűltek össze, melynek témája a művészek jogai, a copyleft és a Szabad kultúra.
Fő célként a nonprofit kulturális szektor támogatását és a Creative Commons licencek felhasználásának ösztönzését tűzték ki.
Mivel az alapítók egyéb elfoglaltságaik miatt az egyesület működésében nem tudtak részt venni, így a szervezettség hiánya odáig jutott, hogy a 2010-es évekre az egyesület jogi működési körülményei sem voltak megfelelőek.
A törvényszék 2017. február 6-án törölte az egyesületet.

## Az elnökség
Az egyesület tagjai a 2013 év végén tartott tisztújításon az elnökség tagjainak választották:
- Szervác Attila (elnök)
- Dankaházi Lóránt
- Hollós Roland
- Horváth Zsuzsanna
- Molnár Attila

azonban a beadvány hiányosságai miatt (nem érkeztek be vidékről az elfogadó nyilatkozatok) ezt a bíróság sosem vezette át a nyilvántartásába, így hivatalosan megszüntetéséig az alapításkori elnökség maradt helyén.

## Tevékenység
2013 év végén a megújuló Egyesület elindította alábbi programjait:
- Szabad kultúra program
- Public domain program